# Fantasia
|  | Per a altres significats, vegeu «FanTasia». |

La fantasia és un gènere artístic que barreja elements basats en la realitat amb altres no existents de caràcter màgic o sobrenatural, distingint-se així de la simple ficció. El món fantàstic es presenta com a real i consistent. Si és de caràcter totalment independent del real, es tracta d'alta fantasia (high fantasy) mentre que s'anomena low fantasy si hi ha interacció o dependència de la realitat quotidiana. Sol haver-hi un enfrontament entre el Bé i el Mal que mou l'acció.
La mitologia antiga conté elements fantàstics però que a l'època tenien un caràcter explicatiu i es consideraven com a veritables, per això no és fantasia pròpiament dita. Cal una voluntat conscient de barrejar elements sobrenaturals inventats. La fantasia com a gènere sorgeix, doncs, en el pas del segle xviii al XIX, lligada al preromanticisme.

## Història de la fantasia

### Inicis

Sant Jordi matant el drac, pintura de Paolo Uccello, c. 1456: un episodi hagiogràfic que es va convertir en un clixé de contes de fantasia.

El naixement de la fantasia sovint s'ha remuntat erròniament a les obres literàries de l'edat antiga que tracten temes mitològics, com l'Epopeia de Gilgamesh a l'antiga Mesopotàmia, la Ilíada i la Odissea a l'antiga Grècia, o la Mahâbhârata a l'antiga Índia, o les sagues nòrdiques i islandeses com les eddes. Els seus inicis també es busquen en obres que contenen el meravellós elaborat durant l'edat mitjana occidental (com la Matèria de Bretanya dedicada a la llegenda del Rei Artús, la novel·la de cavalleries o el poema èpic anglosaxó Beowulf i la narrativa gal·lesa Mabinogion), oriental (el Contes perses de Les mil i una nits) o asiàtiques (Genji Monogatari japonès, i més tard la novel·la xinesa Viatge a l'Oest). Una altra gran font de meravelles antigues es troba en els textos sagrats, especialment la Bíblia, l'Alcorà i el Tanakh, i el gènere de la hagiografia (especialment la Llegenda àuria de Iacopo da Varazze al segle xiii). Tanmateix, retrocedir tan lluny en el temps planteja un problema, perquè, en aquells moments, les nocions de ficció i història i les relacions entre elles no eren les mateixes que en l'època més recent: és per tant, més prudent parlar de fantasia només quan la història i la part de meravellós que conté formen clarament una ficció amb l'objecte de l'entreteniment, i això encara que aquests mateixos textos antics, llegit pel lector contemporani, pot provocar en la lectura el mateix tipus d'impressions que les ficcions més recents. Podem dir, d'altra banda, que als autors i artistes de fantasia els agrada veure en aquests autors antics precursors, i és molt freqüent que s'inspirin en aquestes obres i reivindiquin l'imaginari que transmeten.
Hi ha moltes obres on la frontera entre la fantasia i altres obres no és clara; la qüestió de si els escriptors creien en les possibilitats de les meravelles de Somni d'una nit d'estiu o de Sir Galvany i el Cavaller verd fa difícil distingir quan la fantasia, en el seu sentit modern va començar.

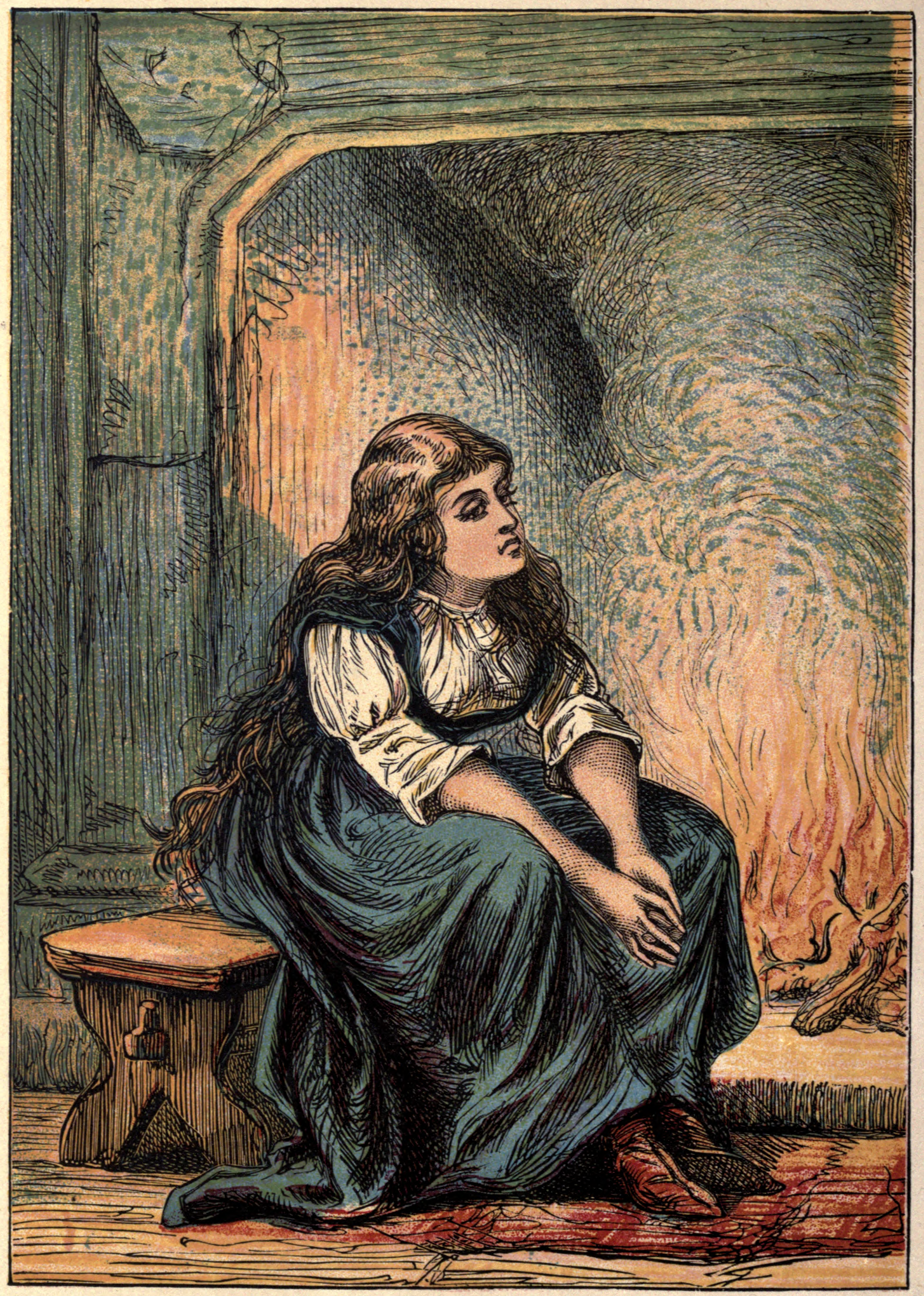
La Ventafocs, un conte popular de Perrault.

A França, la presència del meravellós – o Merveilleux com se'l va anomenar – durant el regnat de Francesc I de França i els seus successors va produir l'assentament dels contes de fades. L'italià Giambattista Basile va ser un dels primers a recopilar i refondre contes populars, com va passar en el famós llibre Lo cunto de li cunti overo el trattenemiento de peccerille (1634) que va ser decisiu per definir el gènere. La seva influència es va fer sentir sobre Charles Perrault, els contes del qual amb moralites expressades en versos finals neutralitzarien l'element meravellós a favor de l'al·legoria, segons Todorov. Marie-Catherine d'Aulnoy, amb els seus contes de fées, va ser una altra autora popular la influència de la qual en l'ús d'elements folklòrics va arribar fins al romanticisme.
La moda del conte del Renaixement i les seves reescriptures literàries, de vegades Preciosistes, en particular a França al segle xvii, es pot veure com part d'un moviment més ampli que, a llarg termini, dona lloc a la fantasia contemporània. No obstant això, la forma del conte s'ha de distingir de la majoria de les històries de fantasia, que tendeixen a optar per la novel·la, la sèrie de novel·les o el relat curt, quan no utilitzen diferents mitjans com la il·lustració, el cinema o els jocs.
Durant el segle xviii, altres disciplines artístiques com l'òpera van incorporar cada vegada més elements fantàstics com va passar amb La flauta màgica de Wolfgang Amadeus Mozart. L'òpera, com ho va fer des del seu naixement, va reutilitzar la mitologia però gràcies a Mozart va accentuar una tendència que va convertir aquesta utilització en una cosa més seriosa que a l''opera buffa' italiana.

### Literatura

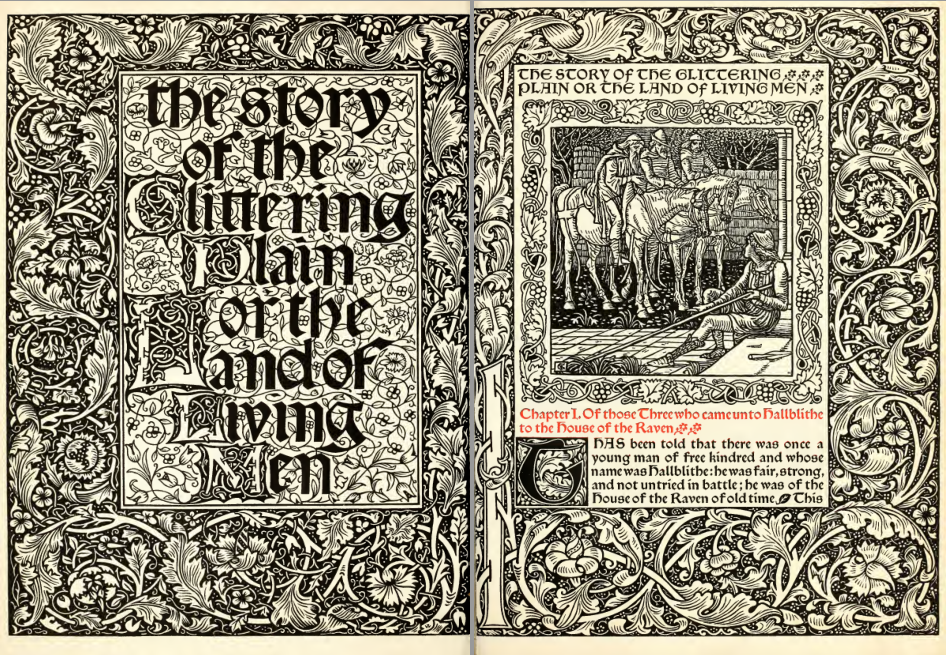
Primera pàgina de la novel·la de William Morris The Story of the Glittering Plain, or The Land of Living Men en la seva reimpressió de 1894, compilada per Morris a la seva editorial Kelmscott Press i il·lustrada per Walter Crane.

El període en què tots els crítics estan d'acord en veure el naixement de la fantasia és el segle xix, amb l'autor escocès George MacDonald (Phantastes: A Faerie Romance for Men and Women el 1858, The Princess and the Goblin  el 1872) o amb l'escriptor, pintor i arquitecte William Morris (The Story of the Glittering Plain, or The Land of Living Men el 1891, The Wood Beyond the World el 1894, The Well at the World's End el 1896) obra que va influir en Tolkien. Paral·lelament, la música clàssica s'apodera de temes relacionats amb el meravellós inspirat en el folklore i la mitologia, la qual cosa dona lloc a obres que al seu torn serviran de forta inspiració per als autors de fantasia. Una de les obres més destacades d'aquesta tendència és la tetralogia de Richard Wagner L'anell del nibelung (1869), que està inspirada en la mitologia germànica] i la nòrdica.
No va ser fins al segle xx que aquest estil va arribar a un públic més ampli. A França, la novel·la Les Centaures d'André Lichtenberger, publicada el 1904, representa una prehistòria alternativa on conviuen centaures, tritons i faunes amb els primers homes; la novel·la es va unir aleshores al gènere fantàstic abans de ser considerada a posteriori com un precursor de la fantasia. La literatura britànica produeix novel·les com The Serpent Ouroboros de E. R. Eddison (1922) o The King of Elfland's Daughter (La filla del rei d'Elfland) de lord Dunsany (1924). Un dels primers novel·listes que s'apropa al gènere és Hope Mirrlees amb Lud-en-Brume (1926). La dècada de 1930 va veure The Sword in the Stone de T. H. White, que s'inspira en la llegenda d'Artús (la novel·la va ser adaptada posteriorment pels estudis Disney a una pel·lícula d'animació del mateix títol el 1963). Les dècades de 1940 i 1950 van veure el floriment de l'obra de Mervyn Peake, alhora poeta, il·lustrador, pintor i novel·lista, conegut principalment per la seva suite romàntica Ghormenghast que té lloc en un enorme castell.

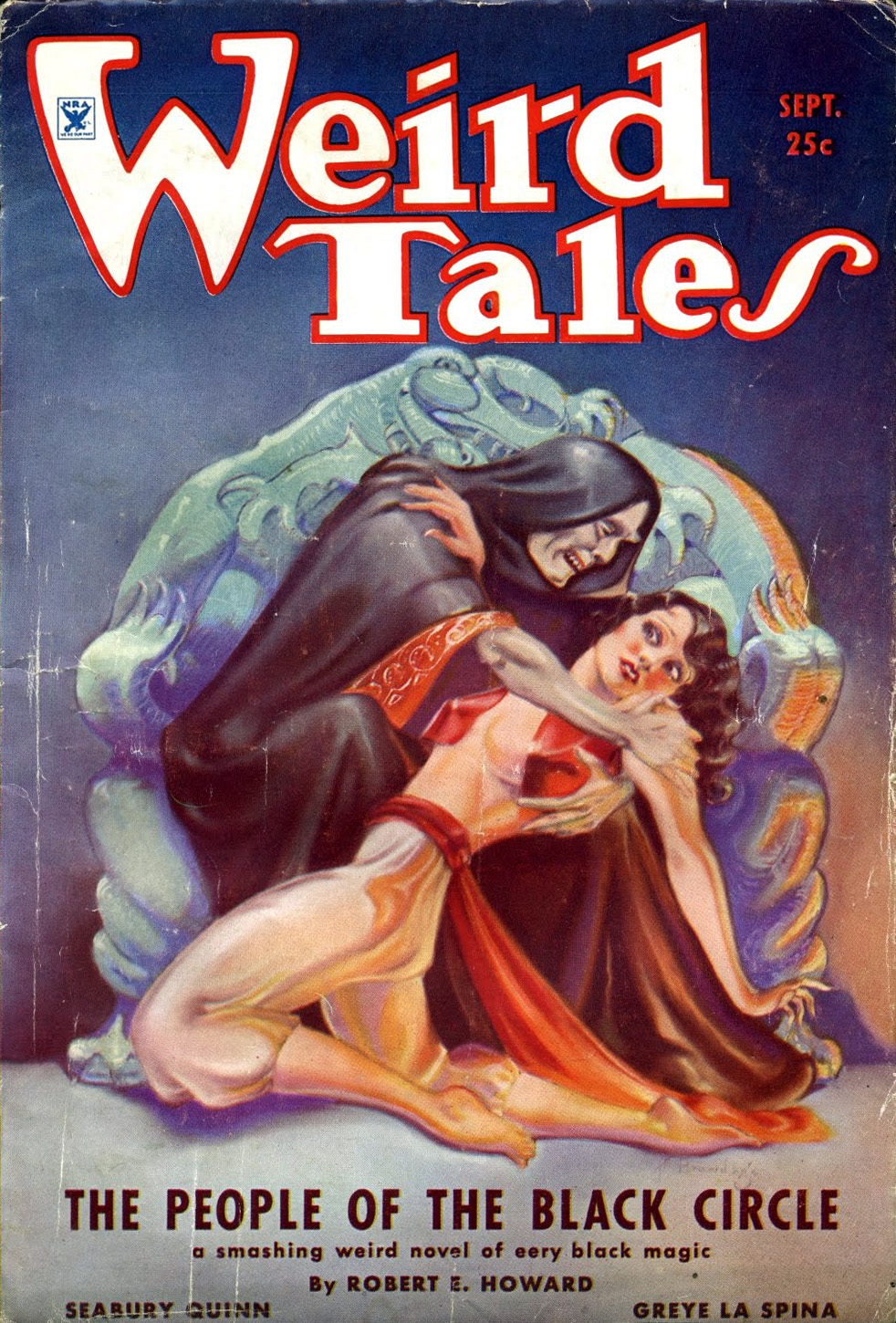
Portada de Weird Tales la revista on es van publicar les històries de Conan el bàrbar de Robert E. Howard.

Paral·lelament, als Estats Units, les revistes pulp van aparèixer a la dècada de 1890 i es van multiplicar al començament del segle xx: publiquen innombrables contes i novel·les en episodis pertanyents a tots els gèneres de literatura fantàstica. A partir de 1915 apareixen les revistes pulp especialitzades en un o altre gènere; un dels més dedicats a la fantasia és Weird Tales, que va aparèixer entre 1923 i 1954 i va publicar en particular les històries del cicle de Conan el bàrbar de Robert E. Howard, un dels pares fundadors de la fantasia heroica. També és a les revistes pulp on Howard Phillips Lovecraft, principalment escriptor de contes, publica la majoria dels seus textos; molts són de fantasia o d'horror còsmic. Clark Ashton Smith, proper a Lovecraft, escriu més en aquest gènere. La fantasia americana també coneix novel·listes com Evangeline Walton (que no va tenir èxit fins després de 1945) amb la seva tetralogia Mabinogion. A Austràlia, la novel·lista Pamela L. Travers va publicar el 1934 la història d'una institutriu maga, Mary Poppins, inicialment destinada a un públic jove.

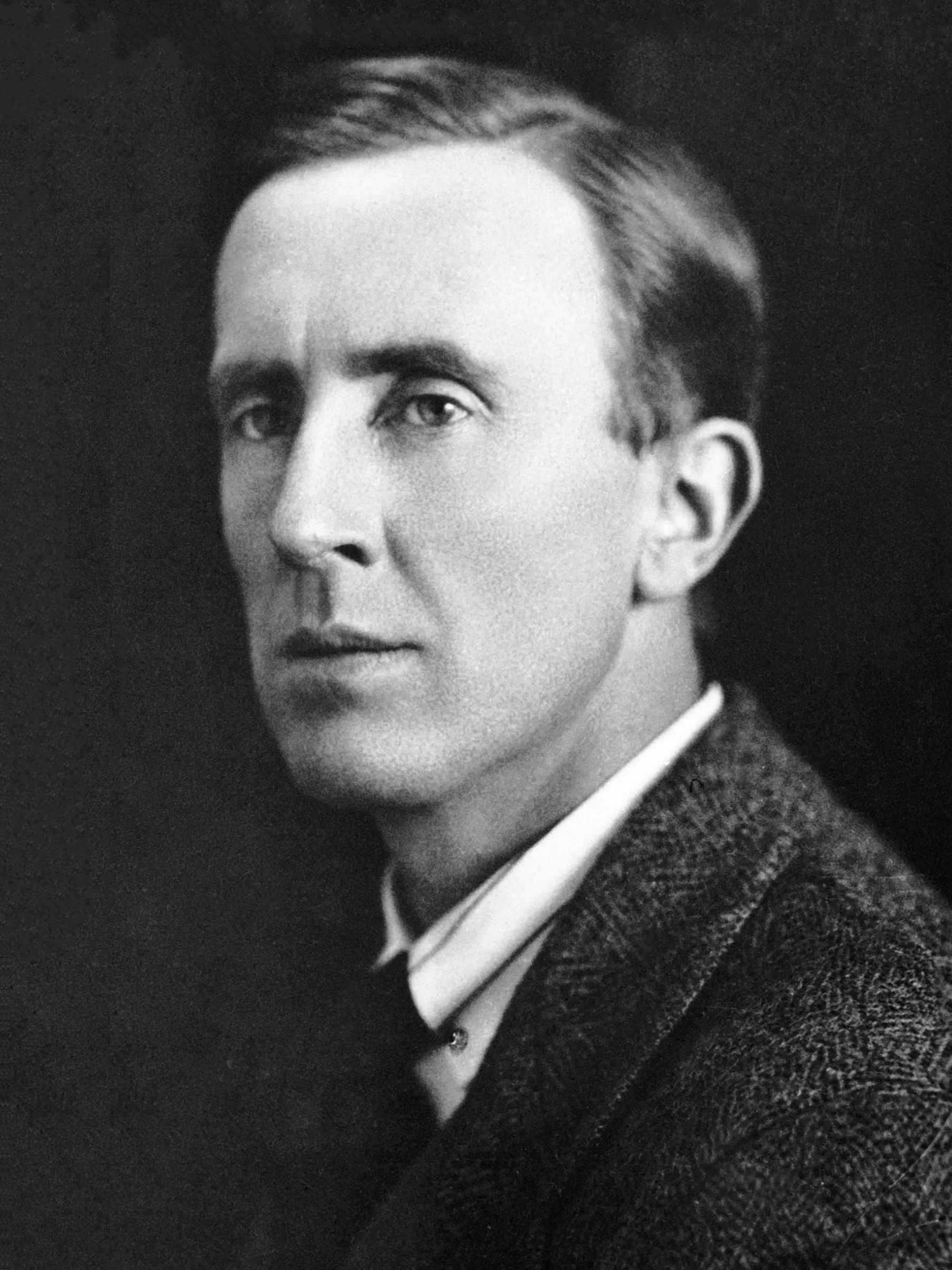
J. R. R. Tolkien, autor britannique d'El Senyor dels Anells, aquí el 1925.

Va ser a la dècada de 1950 quan la fantasia, un gènere que s'havia fet popular però encara mancat de reconeixement, va tenir èxit tant de públic com de crítica amb El Senyor dels Anells (1954-1955) de J. R. R. Tolkien, que es va convertir en l'arquetip de la novel·la de fantasia medieval. L'"enorme meteor" de Tolkien no és el creador de la fantasia, ni molt menys, però opera una autèntica "refundació del gènere" que explica la importància cabdal que li van concedir els autors que van venir després d'ell Diverses altres sèries, com ara Cròniques de Narnia de C. S. Lewis i els llibres Terramar d'Ursula K. Le Guin, van ajudar a consolidar la popularitat del gènere.
Entre els clàssics europeus, esmentem a Alemanya La història interminable de Michael Ende (1979), a Itàlia Nicolas Eymerich, l'inquisidor de Valerio Evangelisti (1994). A Anglaterra, el discmón de Terry Pratchett, la sèrie del qual comença el 1983 amb The Eighth Color, es converteix en una obra mestra de la fantasia humorística plena d'humor anglès.
La popularitat del gènere fantàstic ha continuat augmentant al segle xxi, com ho demostra l'estatus de més venuts de la sèrie Harry Potter de J. K. Rowling, la sèrie A Song of Ice and Fire de George R. R. Martin, les sèries The Stormlight Archive i la Mistborn de Brandon Sanderson, la sèrie La Roda del Temps de Robert Jordan i la saga Wiedźmin d'Andrzej Sapkowski.
El gènere també està creixent en altres continents. A Tailàndia, The Mermaid Apprentices, i la seqüela d'aquest llibre de la jove novel·lista Pieretta Dawn, és un dels exemples de la influència de la sèrie Harry Potter. Al Japó, citem la sèrie fluvial Guin Saga de Kaoru Kurimoto, iniciada l'any 1979 i que va superar els 100 volums, o fins i tot Rōdosu-tō Senki de Ryo Mizuno (del 1988). Les innovacions formals i estilístiques es multipliquen per renovar el gènere, però la forma dominant continua sent la de la novel·la, autònoma o inclosa en una sèrie.

### Distribució en altres mitjans

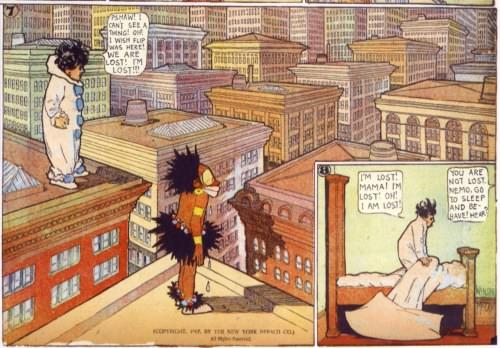
Vinyetes de la tira còmica Little Nemo in Slumberland (1905-1913) del nord-americà Winsor McCay.

En el camp del còmic, la fantasia està present des de les primeres obres mestres del novè art: Little Nemo in Slumberland (1905-1913) de Winsor McCay mostra un nen petit viatjant a la terra dels somnis, on coneix el rei Morfeu i la seva filla, la princesa. El 1937, el Príncep Valent va presentar una llarga èpica en un escenari inspirat en la llegenda del Rei Artús. Més tard, a Bèlgica, certes sèries publicades a Spirou són de fantasia per a joves: per exemple, L'Épervier bleu, Hultrasson el víking, o fins i tot Jan i Trencapins de Peyo, llançat l'any 1954, que té lloc en una edat mitjana fantàstica i on els famosos Barrufets van fer la seva primera aparició el 1958. El 1977, la sèrie Thorgal de Jean Van Hamme i Grzegorz Rosiński, va llançar realment el gènere als còmics en llengua francesa. La Quête de l'oiseau du temps, el primer cicle de la qual, dibuixat per Loisel sobre un guió de Le Tendre, va aparèixer entre 1983 i 1987, també esdevé un clàssic. Clarament identificada com a fantasia heroica i publicada entre 1994 i 2000, la sèrie Lanfeust de Troy va tenir un gran èxit, sens dubte gràcies a la seva original dimensió humorística.
Al cinema, les primeres pel·lícules de fantasia es remunten als dibuixos animats de Disney adaptats de contes de fades, o fins i tot el El màgic d'Oz de Victor Fleming (1939); però les primeres pel·lícules de fantasia reals van arribar a les pantalles als anys 70 i 80, amb Conan el Bàrbar de John Milius (1982), The Dark Crystal de Jim Henson (1982) o Willow de Ron Howard (1988). Després d'un cert declivi a la dècada de 1990, el cinema fantàstic va experimentar un renaixement espectacular amb la trilogia El Senyor dels Anells (2001-2003) de Peter Jackson, adaptació del clàssic de Tolkien, l'univers visual net i la respiració èpica del qual donen una nova amplitud a les pel·lícules de fantasia. Les adaptacions de novel·les i cicles novel·lístics al cinema es van multiplicar als anys 2000, amb pel·lícules derivades de Harry Potter, Les Cròniques de Nàrnia, Eragon o La matèria obscura. Amb la democratització de les tècniques de producció digital i l'auge del crowdfunding, algunes productores independents com Arrowstorm Entertainment s'han especialitzat a fer pel·lícules fantàstiques de baix pressupost, però oferint una interpretació fins aleshores reservada als grans estudis.
La música també pren temes i mons fantàstics. A la segona meitat del segle XX el rock progressiu va agafar en préstec algunes de les seves referències de la fantasia literària: el nom The Piper at the Gates of Dawn (1967), l'àlbum de debut de la banda Pink Floyd, fa referència a un capítol de El vent entre els salzes de Kenneth Grahame, un clàssic de fantasia animal, amb cançons inspirades en contes, com Matilda Mother o The Gnome. A l'àlbum In the Court of the Crimson King de la banda King Crimson, que va fundar el rock progressiu, té lloc la cançó que dona nom al disc en un món medieval. El desenvolupament als anys 60 i 70 dels àlbums conceptuals o fins i tot rock-òperes, que sovint expliquen una història coherent, va donar lloc a trames que de vegades fan fantasia. El Metal progressiu i el metal simfònic, tot i que recorren més fàcilment al fantastique i el terror, també s'apropien del gènere: per exemple els àlbums del grup Rhapsody of Fire, que relaten una única saga èpica. A banda d'èxits d'aquesta envergadura, a les bandes de rock o metall els agrada incloure referències a la mitologia o a obres de fantasia en les seves composicions, més o menys ocasionalment segons les bandes i els àlbums. En el camp de la música de cinema, les pel·lícules de fantasia són una oportunitat perquè els compositors produeixin bandes sonores de vegades utilitzant orquestres simfòniques (per exemple, la banda sonora de El Senyor de the Rings composta per Howard Shore), de vegades més música sintètica (per exemple la banda sonora de Legend feta per Tangerine Dream).
La fantasia també està molt present en el desenvolupament dels jocs de taula i dels videojocs

## Subgèneres
Amb el creixement de les novel·les de gènere fantàstic (i posteriorment pel·lícules), aquest es divideix en diversos subgèneres:
- Ciència-ficció: barreja elements de la ciència amb la ficció.
- Alta fantasia, com ara les obres de la Ursula K. Le Guin o de J. R. R. Tolkien.
- Baixa fantasia. Les Cròniques de Nàrnia, de C.S. Lewis es podrien catalogar com part alta fantasia, i part baixa fantasia. Igualment, Alícia en terra de meravelles, de Lewis Carroll, tot i que les dues obres o sèries d'obres son també "fantasia de portal", on s'accedeix a un altre món després de passar per un portal màgic.
- Fantasia heroica o èpica: ambientada en una època pseudomedieval, és la més clàssica.
- Història alternativa: parteixen d'un esdeveniment real i munten una ficció sobre què hauria pogut passar si un dels elements hagués canviat (per exemple si la victòria en una guerra hagués estat per a l'altre bàndol).
- Fantasia contemporània ambienta els fenòmens màgics o sobrenaturals en un entorn actual i versemblant.
- Fantasia urbana o contemporània: suggereix altres mons o criatures en un entorn realista i modern, sovint urbà, com moltes obres de Neil Gaiman.
- Fantasia obscura.
- Mítica: recrea grans mitologies en èpoques diferents.
- D'espasa i bruixeria: basada en herois sovint amorals o que usen la força física i la màgia per vèncer, com les obres de Conan el Bàrbar. Una evolució del gènere va derivar en el sword and planet.
- Món perdut.
- Fantasia paròdica: obres fantàstiques que parodien els grans clàssics del gènere, destaca l'obra de Terry Pratchett i les nombroses burles de les obres de Tolkien sobre el mon de Terra Mitjana, on viuen els hòbbits (El hòbbit, i la trilogia El senyor dels anells).

## Cinema
El cinema fantàstic correspon a pel·lícules amb temes de fantasia, els quals acostumen a incloure màgia, mons de fantasia exòtica, o fets, personatges o criatures absolutament irreals que de cap manera pertanyen a la realitat coneguda del nostre món, en contrast amb el cinema de ciència-ficció o del cinema de terror, que tenen o poden tenir una base realista o científica. A vegades també s'utilitza el terme «fantàstic» en el seu sentit més ampli per referir-se a tota aquesta classe de cinema en general. Té el seu origen en el cinematògraf dels germans Lumière. Gràcies a aquest invent el francès Georges Méliès va fundar un estudi cinematogràfic amb el qual es va desenvolupar com a director d'aquest gènere cinematogràfic. Un dels seus films més destacats és Viatge a la Lluna (1902).
La categoria té tant a veure amb l'enfocament com amb el context i sens dubte hi ha una mica de transposició entre els gèneres. Per exemple, part de Star Wars, com el concepte de la Força (en el sentit místic de la trilogia original), pot ser considerat fantasia malgrat ancorar-se en un entorn de ciència-ficció, mentre que els herois del temps utilitza temes de ciència-ficció, com el viatge en el temps, per crear fantasia. El cinema de superherois també sembla complir els requisits per als gèneres de fantasia o ciència-ficció, però sol considerar-se un gènere en el seu propi dret.
El cinema animat o infantil no sempre es classifica com a fantasia, com no sempre ho són els animals parlants no humans. Bambi, per exemple, no és fantasia, ni ho és Toy Story, encara que aquest últim s'acosta més a la fantasia que el primer. NIMH, el món secret de la senyora Brisby, no obstant això, és una pel·lícula de fantasia, no perquè inclou a animals parlants, sinó perquè s'inclou màgia com a concepte real en la trama.
El cinema surrealista també limita amb el fantàstic, però en prescindir de les convencions narratives del gènere és considerat generalment com una categoria a part. El cinema fantàstic 

### Festivals
- A Amèrica del Nord, el festival més popular i de major grandària és Fantasia, que se celebra cada any a Mont-real.
- Fantasporto, a Portugal és considerat un dels més important del món en l'especialitat de cinema fantàstic, igual que el Festival de Cinema de Sitges, celebrat a Espanya.
- A Bèlgica cal destacar el Festival de Cinema Fantàstic de Brussel·les.

- A Hispanoamèrica, el més destacat és el Buenos Aires Vermell Sang, un festival de cinema fantàstic i cinema de terror, centrat en la producció ultraindependient de gènere.

### Filmografia
Exemples de pel·lícules de gènere fantàstic:
- Dracula (1931), de Tod Browning.
- El magic d'Oz (1939), de Victor Fleming.
- Excàlibur (1981), de John Boorman.
- Fúria de titans (1981), de Desmond Davis.
- La història interminable (1984), de Wolfgang Petersen.
- El Senyor dels Anells (The Lord of the Rings) (2001-2003), de Peter Jackson.
- Serie de Harry Potter (2001-2012).
- Trilogia de Les Cròniques de Nàrnia (2005-2010).
- La brúixola daurada (2007), de Chris Weitz.
- Les Cròniques de Spiderwick.

## Autors fantàstics notables
- J. R. R. Tolkien, creà la Terra Mitjana, on desenvolupà diverses llengües derivades del celta, a partir d'això creà diverses novel·les entre les més reeixides "El Hòbbit" i la trilogia de El Senyor dels Anells.
- Joanne Kathleen Rowling, amb diverses novel·les juvenils al voltant del personatge de Harry Potter.
- George R. R. Martin, creador de la saga literària de fantasia èpica Cançó de gel i de foc.
- Terry Pratchett, autor creador de la saga Discmón.
- George Lucas, sobretot per l'univers de La guerra de les galàxies.